# Битва в Тевтобурзькому лісі
Би́тва в Тевто́бурзькому лі́сі — бій у вересні 9 року між германцями та римською армією.
Унаслідок несподіваного нападу повсталих германських племен під проводом вождя херусків Армінія на римську армію в Германії, під час її маршу через Тевтобурзький ліс, три легіони були знищені, римський командувач Квінтілій Вар загинув. Битва призвела до звільнення Германії з-під влади Римської імперії і стала початком тривалої війни імперії з германцями. У підсумку германські землі зберегли незалежність, а Рейн став північною межею Римської імперії на заході.

## Передісторія
За правління першого римського імператора Августа його полководець, майбутній імператор Тиберій, до 7 року до н. е. підкорив Германію від Рейну до Ельби:

«Проникнувши з перемогою в усі області Германії, без особливих втрат для дорученого йому війська, — що завжди було головною його турботою, — він остаточно приборкав Германію, майже довівши її до стану провінції, обкладеної податками.»

У 5 році була заснована імперська провінція Германія, про політичний устрій якої майже немає відомостей. Німецький дослідник Т. Моммзен описав її, спираючись на окремі деталі в давньоримських джерелах, за аналогією з римською Галлією. 5-6 римських легіонів розташовувалися в прирейнських таборах, а також в укріплених таборах всередині Германії. Улітку римляни здійснювали походи в область проживання германських племен для розгляду судових справ, які вели римські юристи за римськими законами. Передбачалося переписати населення, збирати з нього податки й організувати набір германців у римську армію, як робилося по всій імперії.
Однак Рим побоювався сильного царства, сформованого вождем маркоманів Марободом у Бойєгемумі (Богемія, сучас. Чехія). Маробод уникав відкрито ворожих дій щодо імперії, з іншого боку він не укладав з Римом союзу й надавав притулок ворогам імперії.
У 6 році римляни організували військовий похід проти Маробода. Тиберій повів 5 легіонів від Дунаю на північ, легіони Гая Сенція Сатурніна з верхнього Рейну повинні були завдати удару у фланг і тил маркоманів.
Коли війська Тиберія виступили проти Маробода і вже близько підійшли до його володінь, у Паннонії і Далмації несподівано спалахнули антиримські повстання. Про їхні масштаби свідчить Светоній. Він назвав цю війну найважчою, яку вів Рим після Пунічних, повідомляючи про залучення 15 легіонів (більше половини всіх легіонів імперії). Імператор Авґуст призначив Тиберія командувачем військами для придушення повстання, з Марободом укладено почесний для нього мир.
Намісником Германії у відсутність Тиберія був призначений Публій Квінтілій Вар, колишній проконсул Сирії. Веллей Патеркул дав йому таку характеристику:

«Квінтілій Вар, який походив з сім'ї радше відомої, ніж знатної, був від природи людиною м'якою, спокійної вдачі, неповоротким і тілом і духом, придатним скоріше до табірного дозвілля, ніж до військової діяльності. Те, що він не нехтував грошима, довела Сирія, на чолі якої він стояв: бідним він увійшов у багату країну, а повернувся багатим з бідної».

Флор повідомляє, що Вар «досить необережно вихвалявся тим, що він у змозі приборкати дикість варварів прутами лікторів і голосом глашатая», а Веллей Патеркул ставить йому в провину захоплення тривалими судовими процесами і втрату пильності у стосунках з германцями.
Тільки в 9 році Тиберію вдалося розгромити повстанців в Паннонії і Далмації, але майже відразу ж, у вересні того ж року, повстала Германія.

## Підготовка до повстання

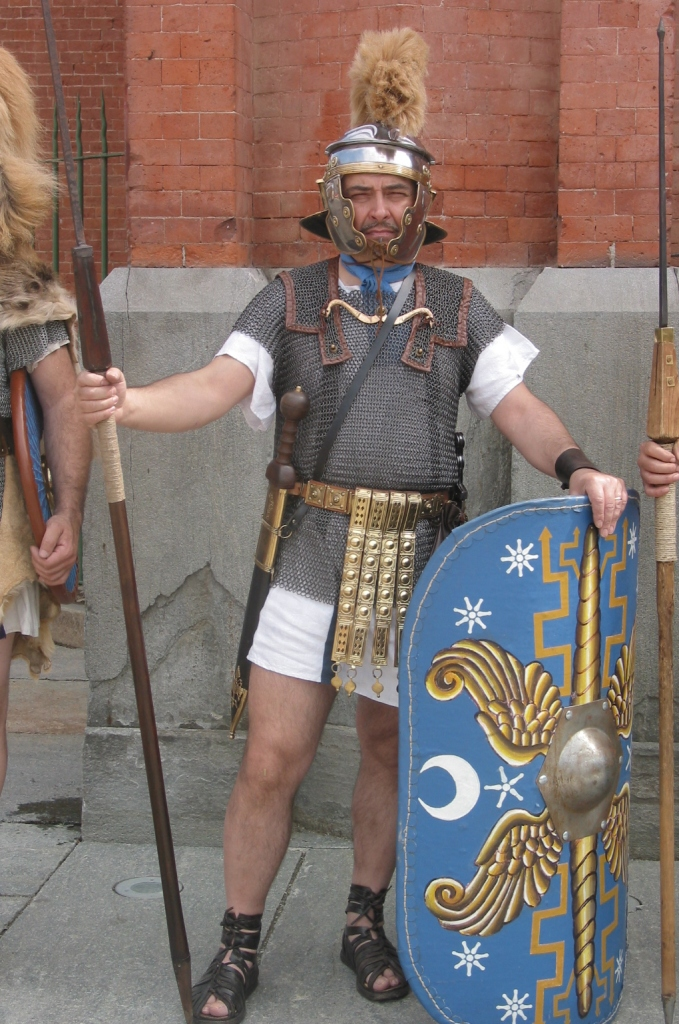
Римський легіонер в обладунках початку н. е. Реконструкція

Повстання германців підготував і очолив Арміній, 25-річний син вождя херусків Сігімера. Арміній служив у римській армії, командуючи загоном германців, і заслужив римське громадянство. Квінтілій Вар йому повністю довіряв, вони часто разом бенкетували. Римський намісник переніс свою ставку в землі херусків (район річки Везера), щоб звідти залагоджувати суперечки між німецькими племенами й організувати збір податків.
Германці вели себе цілком мирно. Вар розпилив війська по їхній країні для боротьби з розбійниками, а Арміній тим часом готував змову, переконуючи інших вождів виступити проти римлян. Джерела не повідомляють, які саме племена виявилися залучені в змову, за непрямими даними, крім херусків, це були бруктери, марси й хавку. Один зі знатних херусків Сегесті, чия дочка Туснельда була одружена з Армінієм, попередив Вара про небезпеку, але той вважав це наклепом на свого союзника і не вжив жодних заходів.
Згідно із задумом Армінія, спочатку ніби мали повстати віддалені германські племена. Під приводом боротьби з ними Арміній зібрав військо й супроводжував римську армію Вара, що виступила в похід на повсталих, але потім відстав, очікуючи підходу нових сил. Військовий історик Г. Дельбрюк вважає, що Вар виступив не у військовий похід, а просто відводив війська із центральної Германії в зимові табори ближче до Рейну (як робилося завжди), про що свідчать пора року й величезний обоз із жінками та дітьми.

## Битва в Тевтобурзькому лісі
Відставши від Вара, воїни Армінія перебили окремі римські загони, після чого наздогнали повільне через обоз римське військо на марші.
Точно не відомо, скільки всього римських солдатів було в маршовій колоні Вара. Веллей Патеркул повідомив про загибель у Німеччині 3 легіонів, шести когорт і 3 кінних загонів, частина з них могла бути знищена в інших місцях (поза колоною Вара). Історик Г. Дельбрюк оцінює сили в розпорядженні Квінтілія Вара в 12-18 тис. солдатів, а з огляду на обоз з жінками і дітьми, збільшує кількість людей у колоні до 18-30 тисяч.
Подробиці 3-денного бою в Тевтобурзькому лісі містяться лише в «Історії» Діона Кассія. Германці вибрали для нападу вдалий момент, коли римляни його не чекали, а сильний дощ посилив плутанину в колоні:

«Римляни вели за собою, зовсім як у мирний час, безліч возів і в'ючних тварин, за ними слідували також велика кількість дітей, жінок та іншої прислуги, так що військо змушене було розтягнутися на велику відстань. Окремі частини війська ще відокремилися одна від одної внаслідок того, що полив сильний дощ і почався ураган».

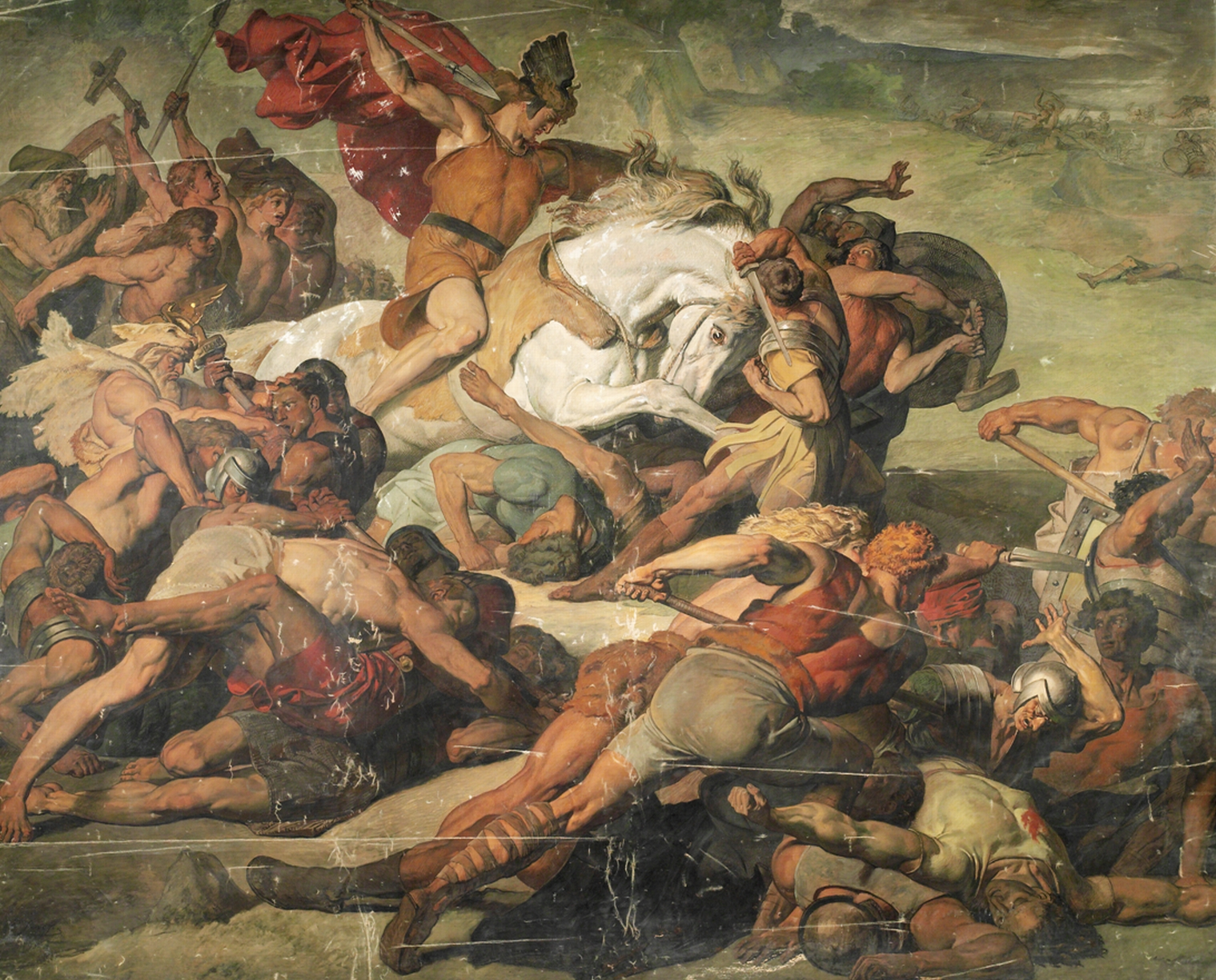
Арміній (Hermann) атакує.
Худ. J. P. Janssen, бл. 1870

Германці почали з обстрілу римлян з лісу, потім атакували впритул. Ледве відбившись, легіони зупинилися й стали табором на ніч за заведеним у римській армії порядком. Більшість возів і частину майна було спалено. Наступного дня колона рушила в дорогу в більш організованому порядку. Германці не припиняли нападів, але місцевість була відкритою, що не сприяло атакам із засідок.
На 3-й день колона опинилася серед лісів, де неможливо було тримати зімкнутий бойовий стрій, до того ж відновилася злива. Промоклі щити й луки римлян втратили боєздатність, бруд не давав змоги просуватися обозу й воїнам у важких обладунках, в той час як германці з легким озброєнням швидко переміщалися. Римляни намагалися звести оборонний вал і рів. Кількість нападників збільшилася, оскільки до херусків приєдналися нові воїни, дізнавшись про тяжке становище римського війська, зі сподіваннями на здобич. Поранені Квінтілій Вар і його офіцери прийняли рішення заколотися, щоб не зазнати ганьби полону. Після цього опір припинився, деморалізовані солдати кидали зброю і гинули, майже не обороняючись. Префект табору Цейоній здався в полон, легат Нумоній Вал з кіннотою втік до Рейну, кинувши піхоту напризволяще.
Торжествуючі германці принесли в жертву своїм богам полонених трибунів і центуріонів. Тацит пише про шибениці і ями, на місці останнього бою залишилися приковані до дерев черепи римлян. Флор повідомляє, що германці особливо люто знущалися із захоплених римських суддів:

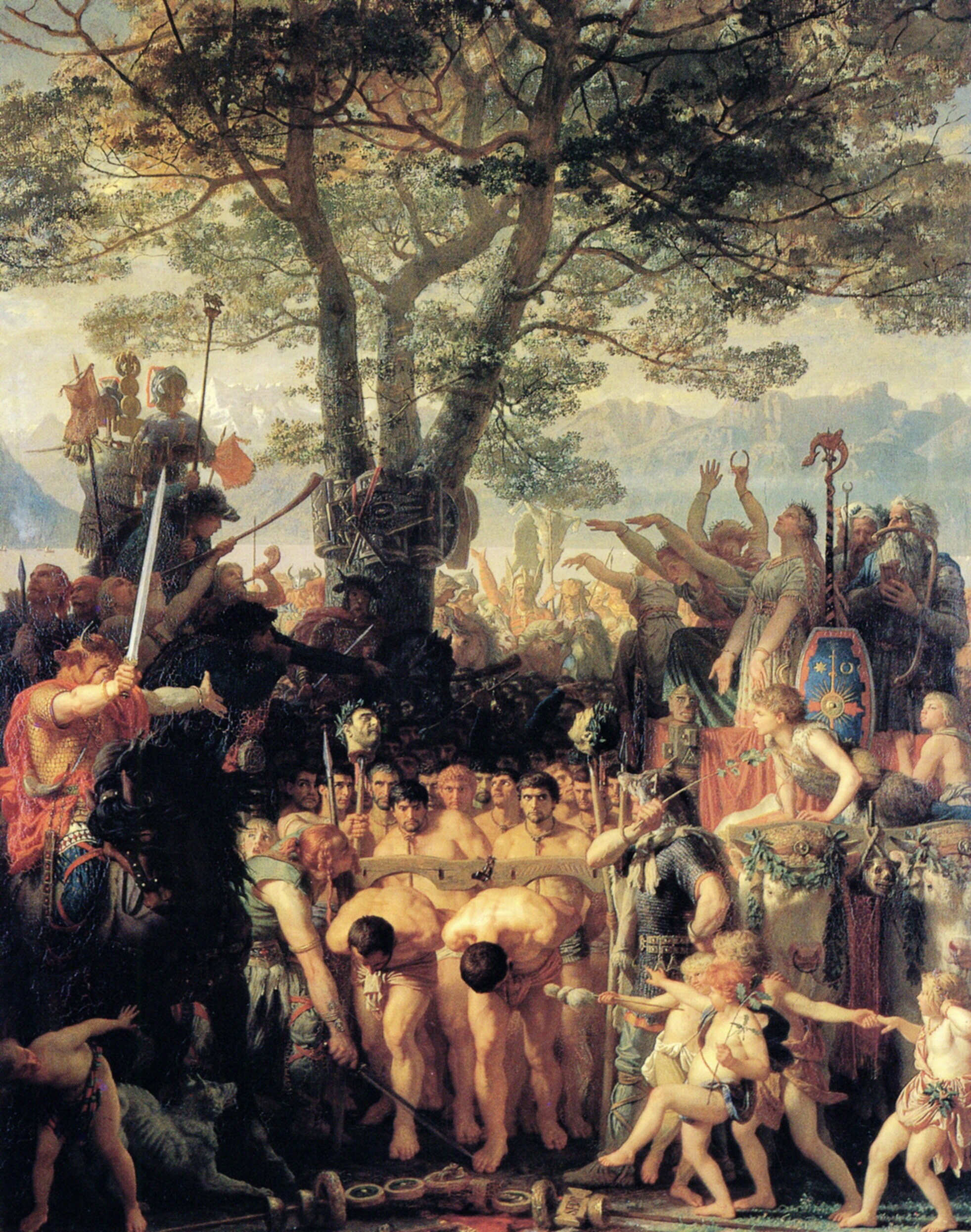
Полонені римські воїни у ярмі в германців. Худ. Марк Глейр (XIX ст .)

«Одним вони викололи очі, іншим відрубали руки, у одного зашили рот, попередньо вирізавши язик. Тримаючи його в руках, один з варварів вигукнув: „Нарешті ти перестав сичати, змія!“»

Веллей Патеркул відзначив мужність одного полоненого римлянина:

«При вигляді мук, яким германці піддавали полонених, чудовий, гідний давнини свого роду вчинок зробив Кальд Целій: схопивши ланцюга, яким був закутий, він вдарив ним себе по голові — відразу витекли кров і мізки, і він помер.»

Оцінка римських втрат ґрунтується на кількості підрозділів Квінтілія Вара, що потрапили в засідку, і варіюється в широких межах. Найконсервативнішу оцінку наводить Г. Дельбрюк (18 тис. солдатів), найбільша оцінка доходить до 27 тисяч.
Германці перебили не всіх полонених римлян. Через приблизно 40 років після битви в районі верхнього Рейну був розбитий загін хаттів. До свого радісного подиву римляни виявили в цьому загоні полонених солдатів із загиблих легіонів Вара.

## Наслідки та підсумки

### Звільнення Германії. I століття

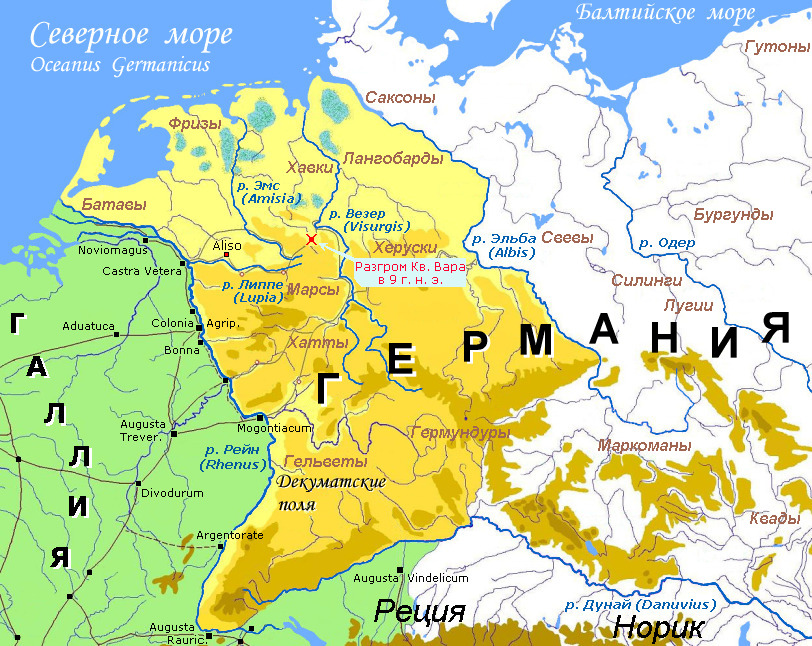
Карта Германії. Бежевим і жовтим кольором позначена територія Германії, яку Римська імперія перестала контролювати після битви в Тевтобурзькому лісі в 9 році

Давньоримський історик Флор так сформулював наслідки знищення римських легіонів у Тевтобурзькому лісі:

«Результатом цієї поразки було те, що імперія, яку не затримало узбережжя океану, була зупинена на березі річки Рена (Рейну).»

Через те, що ослаблені 3-річною Паннонською і Далматською війною, легіони імперії перебували в Далмації, на віддалі від Германії, то виникла серйозна загроза вторгнення германців у Галлію. З'явилися побоювання руху германців на Італію подібно навалі кімврів і тевтонів. У Римі імператор Октавіан Август спішно збирав свіжу армію, посилюючи заклик стратами громадян, що ухиляються. Светоній у біографії Августа яскраво передав відчай імператора: «Він до того був спантеличений, що кілька місяців поспіль не стриг волосся і бороди і не раз бився головою об одвірок, вигукуючи: „Квінтілій Вар, поверни легіони!“»
На середньому Рейні залишалися тільки 2 легіони легата Луція Аспрената, який активними діями постарався перешкодити переправі германців у Галлію і поширенню повстання. Аспренат перекинув війська на нижній Рейн і зайняв фортеці вздовж річки.
Германців, на думку Діона Кассія, затримала облога фортеці Алізон у глибинній Германії. Римський гарнізон під командуванням префекта Луція Цецідія відбив штурм, і після безуспішних спроб опанувати Алізон більшість варварів розійшлася. Не дочекавшись зняття блокади, гарнізон у штормову ніч прорвався через германські пости й успішно досяг розташування своїх військ на Рейні.
У 10 році Тиберій з легіонами здійснив похід у центральну Германію, захопив деяких германських вождів, проте головним результатом його експедиції стало зменшення загрози вторгнення германців у Галлію. Хоча тріумф, присуджений йому у 12 році імператором Августом, був присвячений головним чином перемозі в Паннонській війні 6-9 рр., римляни тріумфували насамперед з приводу його відносно скромних германських успіхів.
Арміній послав голову Квінтілія Вара Марободу, щоб спонукати маркоманів виступити спільно проти Риму, але той відмовився і був через кілька років вигнаний Армінієм в імперію. Голову Вара поховали в його фамільному склепі, а інших полеглих римських солдатів поховали війська римського полководця Германіка, що вдався в 15 році до походу проти Армінія. Германік захопив вагітну дружину Армінія, але сам Арміній після невдалої для нього битви відступив.

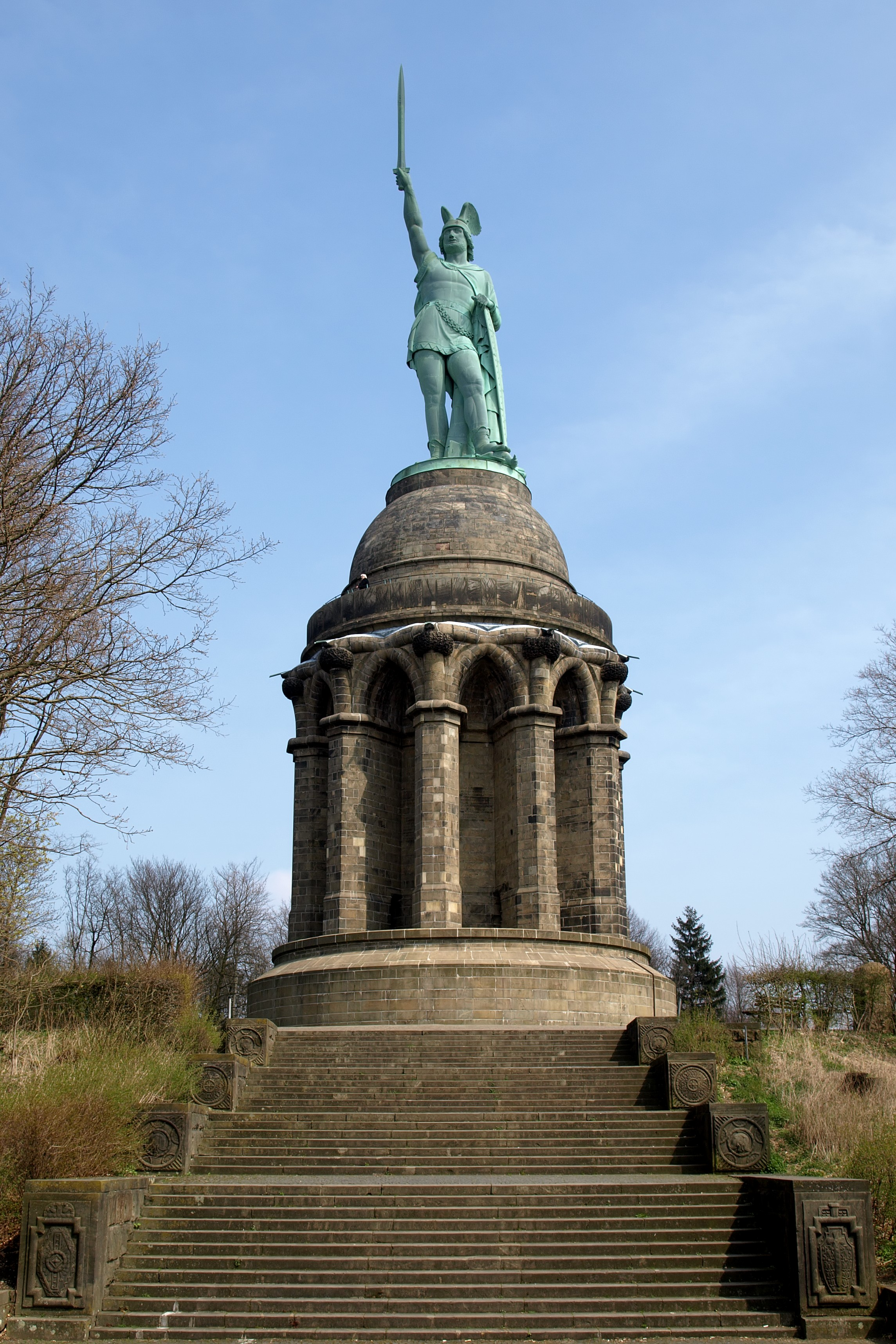
Пам'ятник Армінію в Детмольді.

Тим не менш, Германія була назавжди втрачена для Римської імперії. Римські провінції Нижня і Верхня Германії прилягали до лівого берега Рейну і знаходилися в Галлії, населення там швидко романізувалося. Римська імперія більше не робила спроб захопити й утримати території за Рейном.

### Новий час. XIX століття
На початку XIX століття вождь повсталих германців Арміній (перейменований німцями в Германа) став символічною фігурою, що відбиває в очах німців ідею національного відродження і єднання германських держав. У битві в Тевтобурзькому лісі німці вбачали символ перемоги германських народів над споконвічним романським ворогом, з яким асоціювали імператора Наполеона, що підкорив до 1807 року велику частину Європи.
Битва викликала великий інтерес не тільки в германській історіографії, але і в германській культурі. У 1808 року Г. Клейстом написана п'єса «Die Hermannsschlacht», 1847 року з приводу битви склали пісню «Als die Römer frech geworden».
У 1875 році в Детмольді був зведений 53-метровий монумент у пам'ять про цю битву. Монумент являє собою мідну статую Армінія з піднятим догори мечем.

## Античні джерела з бою
- Діон Кассій, «Римська історія», 56.18-24. Хоча це джерело є найпізнішим (III століття), проте містить найдокладніший опис бою.
- Овідій, «Скорботні елегії» (Tristia), IV.2 (тріумф Тіберія). Засланий поет Овідій описує тріумф Тиберія в Римі в 12 р., при цьому повідомляє деталі розгрому Вара, хоча не ідентифікує саму подію.[24] Лист Овідія, написаний у 12 р., є найбільш раннім, хоча й дуже мізерним джерелом по битві в Тевтобурзькому лісі.
- Веллей Патеркул, «Римська історія», 2.117-120. Патеркул був сучасником битви й мав можливість дізнатися про обставини зі слів безпосередніх свідків подій, проте він у своїй праці (30 р.) розповідає не стільки про саму битву, скільки про її передісторію та наслідки, обіцяючи викласти подробиці «в належному творі».
- Тацит, «Аннали», 1.55-71, 2.7, 2.45-46. Тацит написав Аннали в 110-ті роки за загубленою «Історією германських воєн» Плінія Старшого. Аннали докладно викладають хід римсько-германської війни, але її опис починається вже після події битви. Про розгром легіонів Вара згадується ретроспективно, у зв'язку з проходженням римськими військами місця битви або в промовах діючих осіб «Анналів».
- Луцій Анней Флор, «Епітоми», 2.30 (початок II століття). У короткому викладі Флора в основному описується жорстокість германців по відношенню до захоплених у битві римських полонених.
- Інші давньоримські джерела, часто згадуючи про розгром Вара, не дають додаткових обставин битви в Тевтобурзькому лісі (Страбон, «Географія», 7.1.4; Светоній, «Тиберій», 17-18; та ін .).

## Місце битви

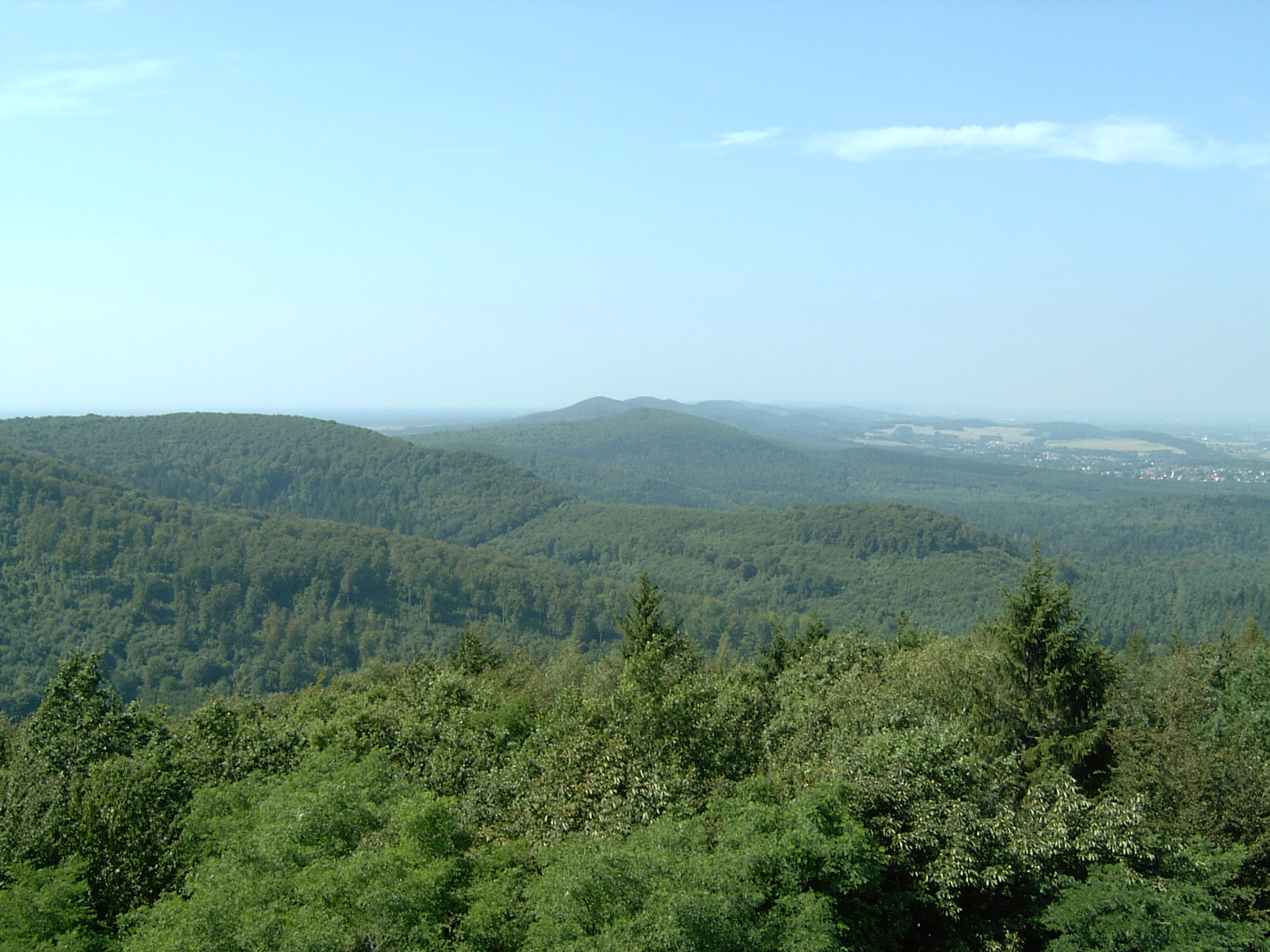
Вид на Тевтобурзький ліс

Місце, де відбувся бій, назвав тільки Тацит (Аннали, 1.60) -Saltus Teutoburgiensis (Тевтобурзький ліс), розташований десь у верхів'ях річок Амізії (Емс) і Лупії (Ліппе). Точніше місцезнаходження лісу було невідомо, історики пропонували десятки версій, але тільки в 1987 році англійський аматор-археолог Tony Clunn зробив знахідки, що дали змогу локалізувати місце битви, доленосної для історії Германії.
У містечку Калкріз (під містечком Брамше) на полі, відомому серед місцевих жителів як Золоте за часті знахідки там давньоримських монет, Tony Clunn з металошукачем виявив 162 срібні монети, що датуються правлінням імператора Октавіана Августа або більш раннім часом, і 3 свинцевих ядра для пращі. Ядра свідчили про присутність у цьому місці римських військ, що стало вирішальною обставиною для проведення тут з 1989 року масштабних розкопок.

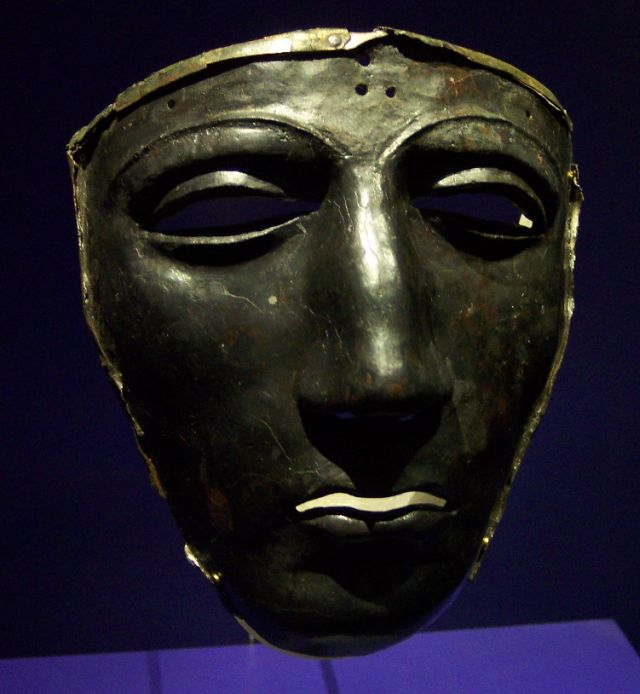
Маска римського вершника, знайдена під Калкрізом

Було знайдено декілька тисяч предметів римської військової амуніції, фрагменти мечів, зброї, інструментів, зокрема підписаних. Найважливіші знахідки: срібна маска римського офіцера-кавалериста й монети, відштамповані з відміткою VAR. Дослідники припускають, що це позначення імені Квінтілія Вара на спеціальних монетах, виготовлених у пору його правління Германією і призначених для дарування легіонерам. Велика кількість знахідок свідчить про розгром у цьому місці великого військового підрозділу римлян, що складався щонайменше з одного легіону, кінноти і легкої піхоти. Виявлено 5 групових поховань, на деяких кістках видно глибокі різані сліди.
На північному схилі Калкрізького пагорба, зверненого до місця битви, розкопані залишки захисного торф'яного валу. Події, що відбулися тут, досить точно датуються за численними монетам періодом 6-20 рр. (2 ауреї та 800 срібних і бронзових монет). Відповідно до античних джерел, у цей період у регіоні сталася єдина велика поразка римських військ: розгром легіонів Квінтілія Вара в Тевтобурзькому лісі.
На початку 2000-х років на Калькрізькому пагорбі було споруджено музей та археологічний парк, де для відвідувачів відкрито 20 га. Водночас розкопки тривають. У ході робіт 9-10 червня 2016 року група археологів з музею і парку Калькрізе та з університету Оснабрюка знайшла 9 золотих монет ауреїв Августа, що відносяться до типу «Гай і Луцій», присвячених онукам Октавіана Августа й викарбуванух у Лугдуні (сучасний Ліон, Франція) між 2 роком до н. е. і 4 роком н. е.

## Першоджерела
- Діон Кассій. «Римська історія», 56.18-22 [Архівовано 16 грудня 2017 у Wayback Machine.]
- Публій Корнелій Тацит. «Аннали», кн.1 [Архівовано 16 квітня 2017 у Wayback Machine.]
- Луцій Анней Флор. «Епітоми», 2.30 [Архівовано 8 травня 2017 у Wayback Machine.]
- Гай Веллей Патеркул. «Римська історія», кн. 2 [Архівовано 28 червня 2015 у Wayback Machine.]